# Ceratophysella glancei
Ceratophysella glancei är en urinsektsart som beskrevs av Hammer 1953. Ceratophysella glancei ingår i släktet Ceratophysella och familjen Hypogastruridae. Inga underarter finns listade i Catalogue of Life.